# Estradarada
«Estradarada» — український музичний проект, заснований у 2015 році колишнім учасником Makhno Project Олександром Хімчуком.

## Склад
До складу дуету увійшли Олександр Хімчук (вокал, лірика, режисура) і В'ячеслав Кондрашин (клавішні, бек-вокал). Протягом двох років проект не був особливо відомий, проте в середині січня 2017 група випустила пісню «Віті треба вийти», що зробила групу популярною. Ця та інші композиції групи являють собою лаунж-біт, на який накладені іронічно-мрійливі і абсурдні тексти.

## Відомі композиції
Кліп «Віті треба вийти» (рос. Вите Надо Выйти) на YouTube за 4 місяці набрав більше 10 мільйонів переглядів і став одним з ключових хітів України в першій половині 2017 року, поряд з композиціями «Collaba» Івана Дорна та «Тане лід» Грибів. Пісня стала популярною і за межами України. Станом на початок 2021 року офіційний відеокліп набрав на YouTube понад 90 мільйонів переглядів.
Так, у квітні 2017 року мер Новокузнецька виклав на офіційному каналі адміністрації міста кліп, в якому переспівав цю пісню, щоб залучити жителів міста вийти на суботник.
У квітні 2017 року виходить дебютний альбом гурту, що отримав назву «Дискотека століття». Результат роботи дуету називали «музикою розкутих інтелектуалів», «сюжетної авангардної танцювальною музикою», або просто «музичним атмосферних проектом з глибоким емоційним змістом». Альбом містить кілька танцювальних хітів українською, російською та англійською мовою, що знаходяться на стику техно, хауса, соулу, диско та інді-попу.
Номінації в категорії «Прорив року» премії Муз-ТВ та «Кращий старт» премії RU.TV в 2017 році.